# 2003 au Yukon
Chronologie du Yukon
- 1999
- 2000
- 2001
- 2002
- 2003
- 2004
- 2005
- 2006
- 2007

Cette page concerne des événements d'actualité qui se sont produits durant l'année 2003 dans le territoire canadien du Yukon.

## Politique
- Premier ministre : Dennis Fentie (Parti du Yukon)
- Chef de l'Opposition officielle : Todd Hardy (NPD)
- Commissaire : Jack Cable (en)
- Législature : 31e

## Événements
- La radio anglophone CHLA-FM (en) disparaît en ondes de Whitehorse.
- La radio anglophone CFET-FM (en) entre en ondes de Tagish.
- 20 février : La radio anglophone CJUC-FM (en) entre en ondes de Whitehorse.
- 27 février : Le député territoriale de Riverdale-Nord Ted Staffen devient le 8e président de l'Assemblée législative du Yukon.